# CZC.cz

Logo společnosti používané do roku 2009

CZC.cz (dříve Czech Computer) byl český internetový obchod s počítači a elektronikou provozovaný společností Mall Group přeměněnou na společnost Allegro Retail. Obchod zanikl sloučením do platformy Allegro, na které se stal pouze jedním z prodejců. Firma měla v ČR více než sedmdesát výdejen. Byla založena v roce 1998 manželi Josefem a Ivonou Matějkovými.
V srpnu 2015 koupila skupina E-commerce Holding za 137 milionů Kč 35 % podíl v CZC.cz, v následujícím roce koupila za 615 mil. Kč zbývajících 65 %. V únoru 2017 se jediným vlastníkem stala společnost Sully system, o dva roky později přejmenovaná na Mall Group. Generální ředitelkou CZC.cz se stala Jitka Dvořáková.

## Historie
Společnost CZC.cz vznikla v Sedlicích pod názvem Czech Computer s.r.o. dne 26. března 1998, založili ji manželé Josef a Ivona Matějkovi. Téhož roku společnost otevřela první pobočku v Kounické ulici v Praze 10, kde prodávala zejména počítače a počítačové komponenty a příslušenství. Na přelomu roku 1998 a 1999 byl spuštěn prodej online. Počátkem roku 2000 se společnost Czech Computer přestěhovala do větších prostor na pražském Kačerově a měla již 3 stálé zaměstnance. Tehdy také začal výrazně růst podíl online prodejů na počtu prodaného zboží. V roce 2003 byla v internetovém obchodu vyřízena miliontá objednávka, téhož roku byla spuštěna nová verze online obchodu s diskuzemi, recenzemi a články z oboru.[zdroj?]
V roce 2003 firma koupila prostory bývalé kotelny na Hviezdoslavově ulici v Praze-Hájích, kde 1. září 2003 otevřela novou pobočku. V této budově je kromě výdejny zboží umístěn od 1. října 2009 showroom. Roku 2005 otevřela společnost Czech Computer vlastní logistické centrum v Příbrami. Počet zaměstnanců tehdy dosáhl 50 a obrat 500 milionů Kč.[zdroj?] V roce 2006 a 2007 získala společnost ocenění Křišťálová Lupa za nejlepší e-shop. Roku 2008 firma dosáhla obratu téměř 1 miliardy Kč a počet zaměstnanců převýšil číslo 100.[zdroj?] Téhož roku začali přijímat karty.
V květnu 2009 představila společnost nové logo a začala se prezentovat pod značkou CZC.cz namísto dosavadního Czech Computer. Firma se chtěla zbavit slova „computer“ v názvu, protože již neprodávala pouze počítače a její sortiment byl mnohem širší. Cílem bylo také akcentovat webovou adresu czc.cz namísto czechcomputer.cz. V prosinci 2011 byla tato transformace dokončena, když se společnost oficiálně přejmenovala na CZC.cz.
V roce 2010 byly otevřeny nové pobočky v Praze-Lužinách, Praze-Muzeu, Praze-Kobylisích, Brně a Českých Budějovicích. Pobočka v Brně zároveň slouží jako showroom. V roce 2011 CZC.cz připravilo otevření tří nových poboček v Ostravě, Plzni a Liberci a spustilo novou verzi internetového obchodu. V roce 2018 měla CZC.cz přes 250 zaměstnanců a přes 70 výdejních míst.
V listopadu roku 2021 společnost Allegro koupila společnost Mall Group, jejíž součástí bylo i CZC.cz. K 1. lednu 2024 zanikla společnost CZC.cz s.r.o., která byla do té doby součástí Mall Group a.s. jako samostatná společnost, kdy nastala fúze do Mall Group a.s., která se rovněž přejmenovala na Allegro Retail. Samotná fúze po praktické stránce proběhla až 26. září 2024 v 17:00, kdy produkty z CZC.cz začaly být dostupné exkluzivně prostřednictvím obchodu CZC na Allegro Platformě.

## Charitativní činnost
Společnost CZC.cz každoročně podporovala neziskové organizace, sportovce i jednotlivce v obtížných životních situacích. Firma se stala v roce 2007 technologickým partnerem filmu Kozí příběh, kterému věnovala počítače pro tvorbu animací. V roce 2010 poskytla společnost finanční dar Fondu ohrožených dětí, finanční příspěvek na nákup automobilu Dětskému domovu Solenice a notebook vážně nemocné studentce Jihočeské univerzity. V roce 2017 pomohlo CZC.cz společně se zákazníky dětem z dětských domovů příspěvkem 200 000 Kč. V roce 2018 se vybral 1 000 000 Kč pro nadaci Naše dítě.